# Callum Keith Rennie

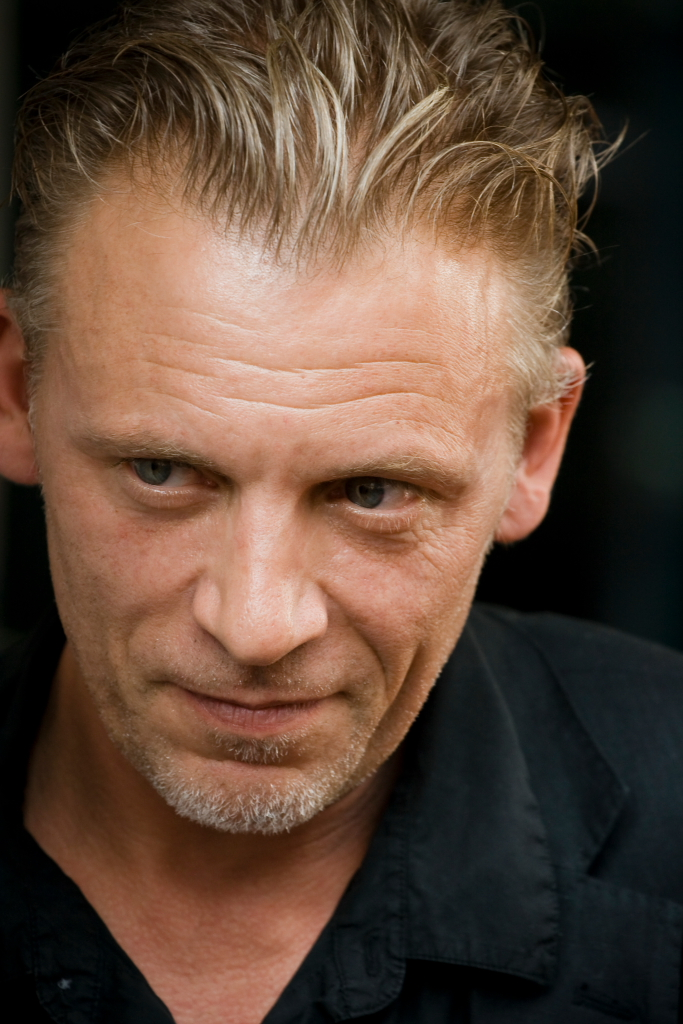
Callum Keith Rennie auf dem Toronto International Film Festival (2010)

Callum Keith Rennie (* 14. September 1960 in Sunderland, Vereinigtes Königreich) ist ein kanadischer Schauspieler.

## Leben
Callum Keith Rennie wurde in England als Sohn schottischer Eltern geboren. Er hat einen älteren sowie einen jüngeren Bruder. Im Alter von vier Jahren zog er mit seiner Familie nach Edmonton, Alberta (Kanada), wo er den Großteil seiner Jugend verbrachte. Im Alter von 25 Jahren begann er seine Schauspielkarriere am Theater in Edmonton und nahm bald Schauspielunterricht am Bruhanski Theatre Studio in Vancouver, wo er auch erste Kontakte zur Film- und Fernsehbranche knüpfte und wo er bis heute lebt.
Rennie ist in Europa im Wesentlichen durch Nebenrollen in populären Fernsehserien wie zum Beispiel Highlander, Akte X oder Nikita, sowie insbesondere durch seine Rollen als Stanley Kowalski in Ein Mountie in Chicago sowie als Zylon Leoben Conoy in Battlestar Galactica bekannt.
Seine bisher bekannteste Rolle in Deutschland war die Figur John Wakefield in der Serie Harper’s Island.

## Trivia
Die kanadische Rockband Billy Talent nannte sich selbst nach der Figur Billy Tallent, die Callum Keith Rennie in dem Film 'Hard Core Logo' darstellte.

## Filmografie (Auswahl)

### Filme
- 1994: Timecop
- 1994: Double Happiness
- 1995: Curtis’s Charm
- 1996: Hard Core Logo
- 1997: Masterminds – Das Duell (Masterminds)
- 1998: Last Night
- 1999: eXistenZ
- 2000: Suspicious River – Fatale Berührung (Suspicious River)
- 2000: Memento
- 2001: Picture Claire
- 2002: Flower & Garnet
- 2002: Schlappschuss 2 – Die Eisbrecher (Slap Shot 2: Breaking the Ice)
- 2002: Torso – Die Evelyn Dick Story (Torso: The Evelyn Dick Story)
- 2003: Falling Angels
- 2003: Paycheck – Die Abrechnung (Paycheck)
- 2004: Butterfly Effect (The Butterfly Effect)
- 2004: Wilby Wonderful
- 2004: Blade: Trinity
- 2005: Lucid
- 2005: Whole New Thing
- 2006: Der Geschmack von Schnee (Snow Cake)
- 2006: Unnatural & Accidental
- 2007: Code Name: The Cleaner
- 2007: Seide (Silk)
- 2007: Unsichtbar – Zwischen zwei Welten (The Invisible)
- 2008: Sleepwalking
- 2008: Akte X – Jenseits der Wahrheit (The X Files: I Want to Believe)
- 2009: Battlestar Galactica: The Plan
- 2009: Fall 39 (Case 39)
- 2013: Die Karte meiner Träume (The Young and Prodigious T.S. Spivet)
- 2014: Ride – Wenn Spaß in Wellen kommt (Ride)
- 2015: Fifty Shades of Grey
- 2015: Into the Forest
- 2016: Born to Be Blue
- 2016: Warcraft: The Beginning (Warcraft)
- 2017: Jigsaw
- 2018: Fifty Shades of Grey – Befreite Lust (Fifty Shades Freed)

### Fernsehserien
- 1993;1995: Highlander (2 Folgen)
- 1994;1995: Akte X – Die unheimlichen Fälle des FBI (The X-Files, 2 Folgen)
- 1995: Outer Limits – Die unbekannte Dimension (The Outer Limits, eine Folge)
- 1997: Nikita (La Femme Nikita, 2 Folgen)
- 1997: Viper (eine Folge)
- 1997–1999: Ein Mountie in Chicago (Due South, 26 Folgen)
- 2000: Twitch City (9 Folgen)
- 2002: Dark Angel (eine Folge)
- 2002: Mutant X (eine Folge)
- 2003: Tru Calling – Schicksal reloaded! (Tru Calling, eine Folge)
- 2004–2009: Battlestar Galactica (19 Folgen)
- 2004: Kingdom Hospital (2 Folgen)
- 2005: Supernatural (1 Folge)
- 2006: The L Word – Wenn Frauen Frauen lieben (The L Word)
- 2006: Smallville (eine Folge)
- 2007: Tin Man – Kampf um den Smaragd des Lichts (Tin Man, Miniserie)
- 2008–2013: Californication (14 Folgen)
- 2009: Harper’s Island (4 Folgen)
- 2009–2010: FlashForward (2 Folgen)
- 2010: 24 (3 Folgen)
- 2010–2011: Shattered (14 Folgen)
- 2011: The Killing
- 2011: CSI: Miami (2 Folgen)
- 2011: Alphas (2 Folgen)
- 2012: The Firm (22 Folgen)
- 2014: Motive (1 Folge)
- 2016: The Man in the High Castle (8 Folgen)
- 2018: Marvel’s Jessica Jones (6 Folgen)
- 2022: The Umbrella Academy (4 Folgen)
- 2024: Star Trek: Discovery

## Auszeichnungen
- 2009: Genie Award Preisträger (Normal)
- 2008: Leo Award Nominierung (Normal)
- 2007: Leo Award Preisträger (Unnatural & Accidental)
- 2004: Leo Award Nominierung (Falling Angels)
- 2003: Vancouver Film Critics Circle Preisträger (Flower & Garnet)
- 2003: Leo Award Preisträger (Flower & Garnet)
- 2001: Leo Award Preisträger (Suspicious River)
- 2000: Canadian Comedy Award Nominierung (Last Night)
- 1999: Taormina BNL FilmFest, Sizilien, Preisträger (Suspicious River)
- 1999: Gemini Award Nominierung (Due South)
- 1999: Genie Award Preisträger (Last Night)
- 1998: Gemini Award Nominierung (For Those Who Hunt The Wounded Down)
- 1997: Gemini Award Preisträger (My Life As A Dog)
- 1997: Gemini Award Nominierung (Side Effects)
- 1994: Genie Award Nominierung (Double Happiness)